# Osbek

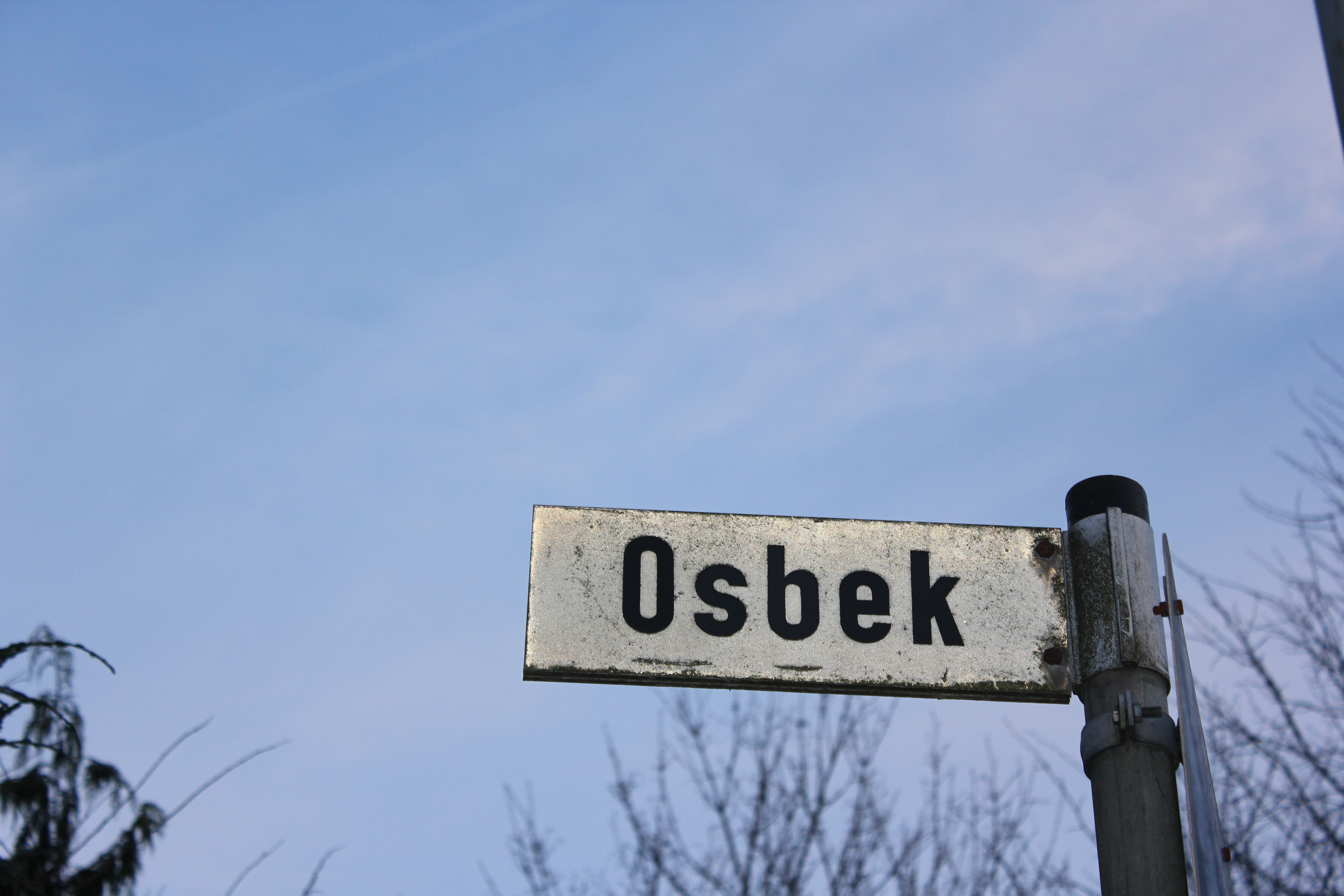
Straßenschild der Stichstraße Osbek

Osbek (dänisch Osbæk) ist der Name eines kleinen Baches und eines ehemaligen Wohnplatzes im Nordosten der kreisfreien Stadt Flensburg. Osbek ist zugleich ein Stadtbezirk im Stadtteil Mürwik, der das Osbektal und die angrenzende Bebauung umfasst. Zudem existiert dort eine kurze Stichstraße dieses Namens.

## Geographie

### Lage der Osbek
Die Osbek liegt östlich vom Stadtteil Fruerlund, am westlichen Rand des Stadtteils Mürwik. Der etwa 2,5 km lange Bach entspringt in der Nähe vom alten Dorf Engelsby (Engelsby-Dorf bzw. Alt-Engelsby) und fließt dann Richtung Norden, bevor er sich nach rund 1,5 km nach Westen wendet. Die Mündung ist kurz vor ihrem Ende verrohrt, so dass im Bereich, wo die Osbek in die Flensburger Förde fließt, keine natürliche Mündung erkennbar ist. Sie fließt beim Bootshafen der Marineschule Mürwik ins Wasser.

### Osbektal

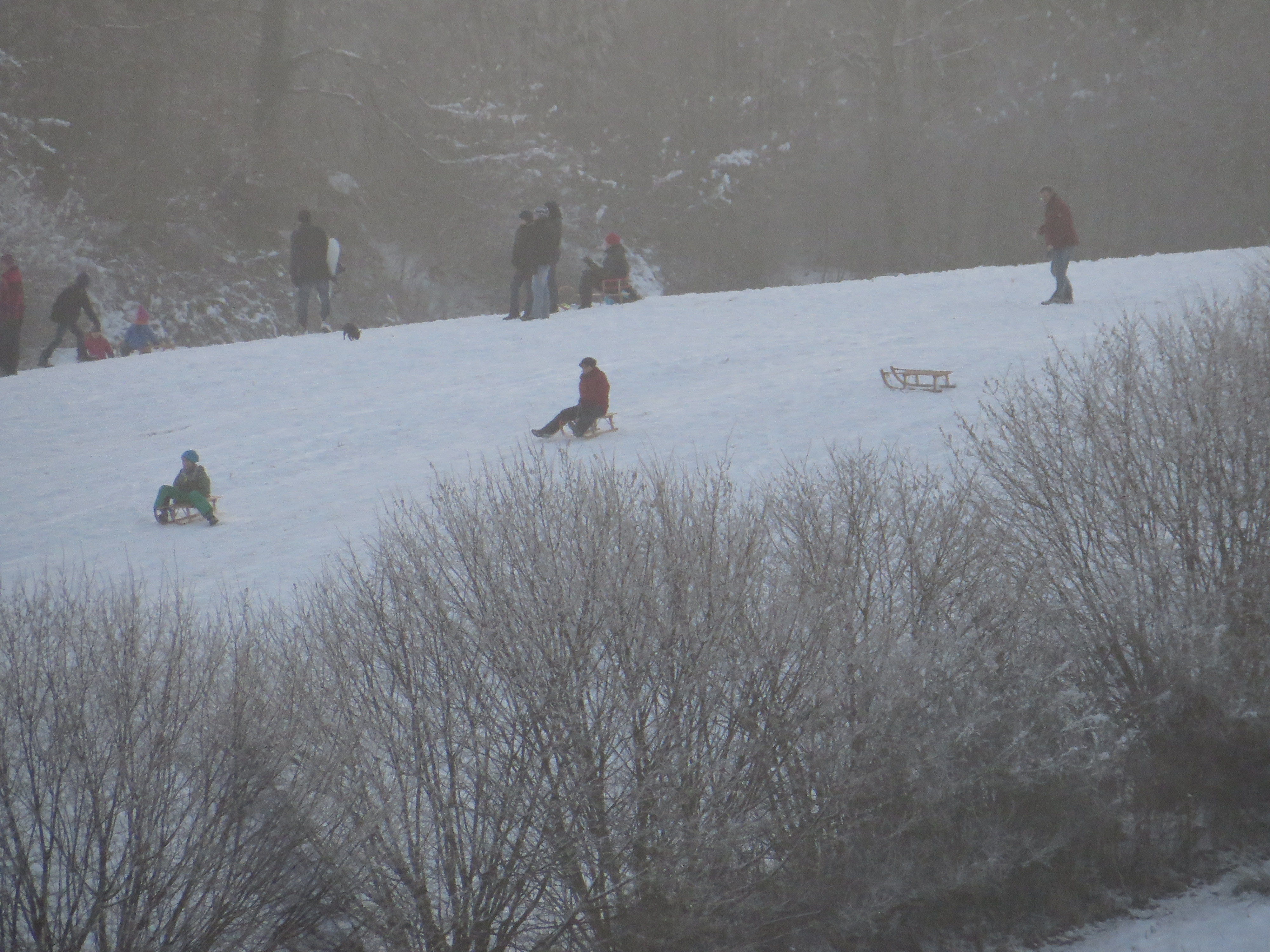
Einer der Rodelhänge des Osbektals im Januar 2015

Das glazifluviale Osbektal entstand gegen Ende der letzten Eiszeit, also vor über 10.000 Jahren. Das Wasser bahnte sich seinen Weg durch ein Gelände, das das typische Relief Angelns aufweist. Der Wasserlauf hat sich im Laufe der Zeit immer tiefer in den Boden gegraben, sodass ein Kerbtal entstanden ist. Es ist eines von sechs weiteren Flensburger Kerbtälern rund um die Förde. (Weitere Kerbtäler der Stadt sind Gleisbachtal, Glimbektal, Lautrupsbachtal, Moorbachtal (Lachsbachtal), Mühlenbachtal und Schwarzenbachtal sowie in gewisser Hinsicht die Cäcilienschlucht.) Der Höhenunterschied von rund 20 Metern zwischen Talsohle und den Hangkanten hebt die Gestalt des Tales hervor.
Das Osbektal entwässert über die Osbek in die Flensburger Förde und ist in Oberes, Mittleres und Unteres Osbektal gegliedert. Das Obere Osbektal führt von der Quelle bei Engelsby-Dorf nördlich der B199 bis zur Osterallee, hat eine Breite von rund 500 m und ist durch Wallhecken (Knicks) und landwirtschaftliche Flächen mit leichten Hanglagen geprägt. Das Mittlere Osbektal danach führt bis in die Nähe des Kraftfahrt-Bundesamtes an der Fördestraße (L249). Der Talraum ist schmaler und die Hänge sind steiler als im oberen Abschnitt. Den größten Teil der Fläche nimmt eine Schrebergartensiedlung ein. Das Untere Osbektal gehört zum Gelände der Nachrichtenschule und der Marineschule Mürwik und ist öffentlich nur eingeschränkt über den Wanderweg Im Osbekgrund zugänglich.
Feuchte Bereiche des Tals sind, um sie landwirtschaftlich zu nutzen, beizeiten entwässert worden. Aus dem einstigen ländlich geprägten Gebiet ist mittlerweile ein innerstädtischer Grünzug geworden. Bis an die Hangkante heran wurden Wohnhäuser und andere Gebäude errichtet. Die Hänge wurden teilweise zu Gärten umgestaltet. Teile im oberen Bereich werden noch landwirtschaftlich genutzt.

## Geschichte

### Benennung
Der Wortteil Os- stamme nach Wolfgang Laur aus dem Dänischen und soll ‚Mündung‘ bedeuten. Der Wortstamm -bek, dänisch -bæk, entspricht dem deutschen Bach. Der Name Osbek würde damit ‚Mündungsbach, Bach mit einer Mündung, Bach an der Mündung‘ o. dgl. bedeuten, was als Benennung für einen Flusslauf fragwürdig erscheint. Eine gesicherte Etymologie ist ausständig.
Der Name des Baches ist – entgegen der Erwartung angesichts der Bedeutung Bach – femininen Geschlechts (die Osbek).
Der Gewässername hat sich im Laufe der Zeit auf die angrenzende Umgebung und Besiedlung übertragen, sodass Osbek folglich auch zum Ortsnamen (Bezeichnung für Stadtbezirk und Straße) wurde.

### Besiedlung

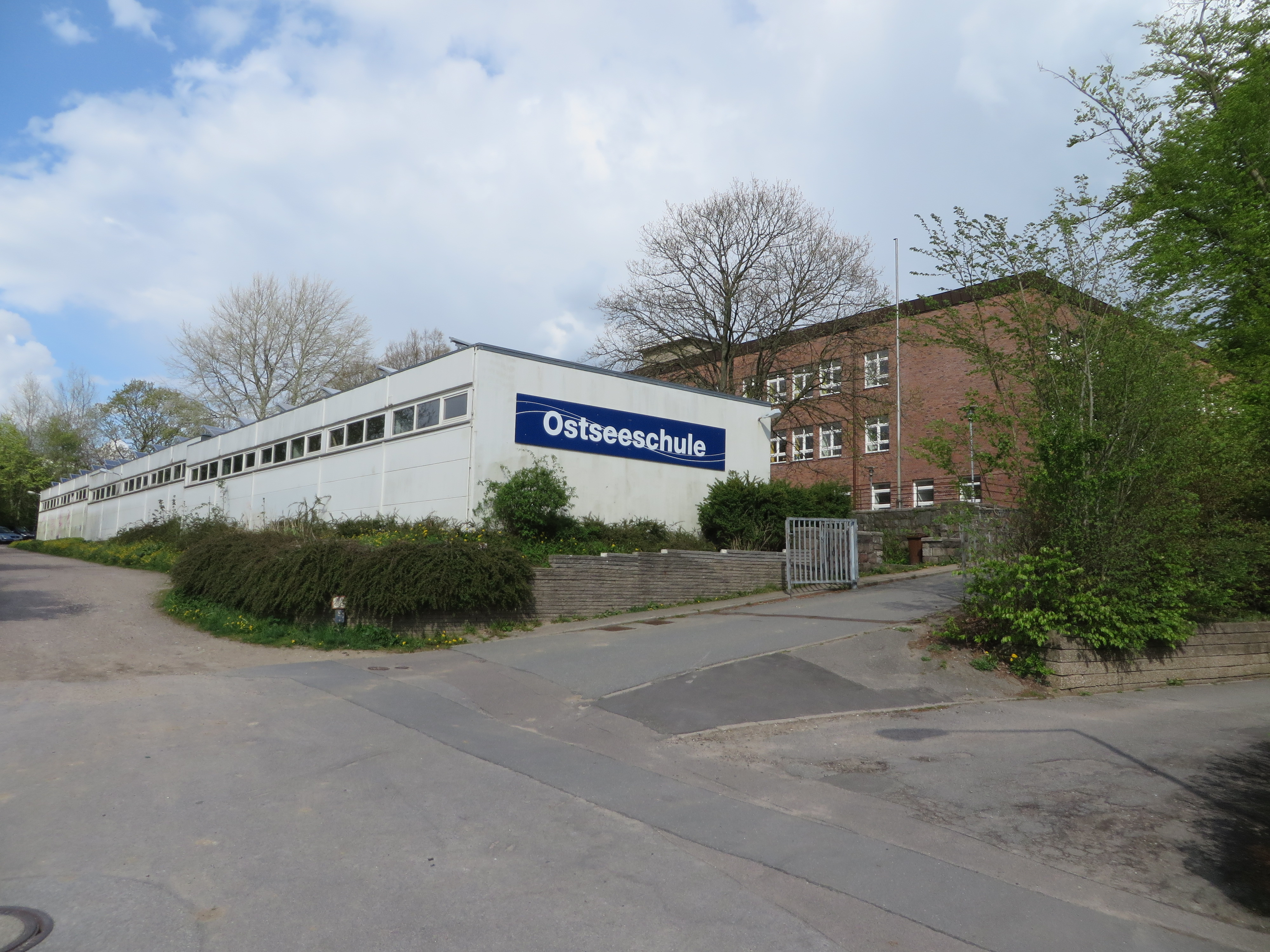
Die ehemalige Osbekschule, heutige Ostseeschule Flensburg

Das Osbektal lag einst weit vor den Toren der Stadt Flensburg. Der Bachlauf war schon damals teilweise begradigt und auch die Wallhecken verliefen großteils bereits wie heute. Die dazwischenliegenden Felder wurden landwirtschaftlich genutzt.
Unweit der Mündung des Baches in die Flensburger Förde lag früher eine wohl von Twedter Holz abgelegte Katenstelle, die im 19. Jahrhundert derart umfangreiche Ländereien besaß, dass sie als vollwertiger Bauernhof besteuert werden konnte. Erstmals erwähnt wurde die Stelle 1685. Seit 1734 bezeugt ist die etwas westlich hiervon unmittelbar am Fördeufer gelegene Ziegelei. Osbek unterstand der Verwaltung des Amtes Flensburg und gehörte nach 1864 zur Landgemeinde Twedter Holz im nunmehr preußisch-deutschen Kreis Flensburg.
Noch Ende des 19. Jahrhunderts hatte man von einem der seitlichen Hänge einen weiten Blick über das leicht hügelige Land, in dem das Osbektal eine markante Trennlinie darstellte. Ungefähr an der Stelle zwischen der Christuskirche und dem Kraftfahrt-Bundesamt befand sich der Osbek-Hof. Nach Einstellung des Ziegeleibetriebs 1900 wurde der gesamte Besitz vom Fiskus erworben. Unmittelbar südlich der Mündung der Osbek entstanden ab 1903 die ersten Bauten des Flottenstützpunktes Mürwik, nördlich davon ab 1907 die Marineschule Mürwik. Der landeinwärts gelegene Hof Osbek blieb als landwirtschaftlicher Betrieb zunächst bestehen, doch 1939 wurden die bis dahin noch erhaltenen Gebäude bei einer Militärübung gesprengt. Unmittelbar nördlich des ehemaligen Hofstandortes liegt heute das Kraftfahrt-Bundesamt.

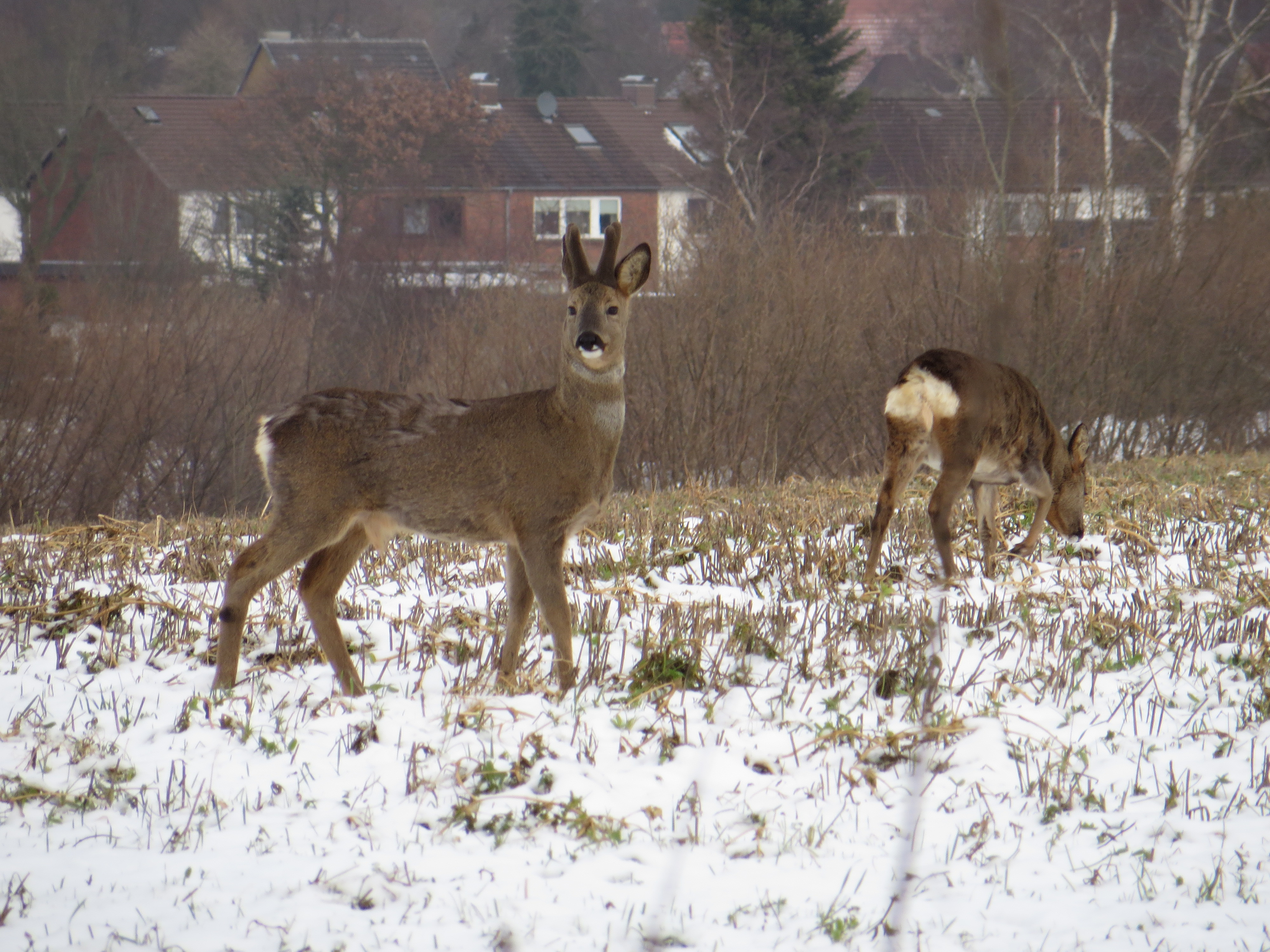
Rehe beim Osbektal am Rande von Engelsby-Dorf

Im unteren Osbektal wurde in den Jahren 1929/30 eine Schule nach Plänen des Architekten Paul Ziegler errichtet. Diese „Mürwiker Schule“ trug später über viele Jahrzehnte den Namen „Osbekschule“, wurde aber 2009 aufgrund von Schülermangel geschlossen; Gebäude und Gelände wurden von der Ostseeschule Flensburg übernommen. Straßenbaupläne, die das oberste Osbektal zerstört hätten, wurden mittlerweile verworfen. Der dortige Naturraum gilt heute als gesichert.

## Natur

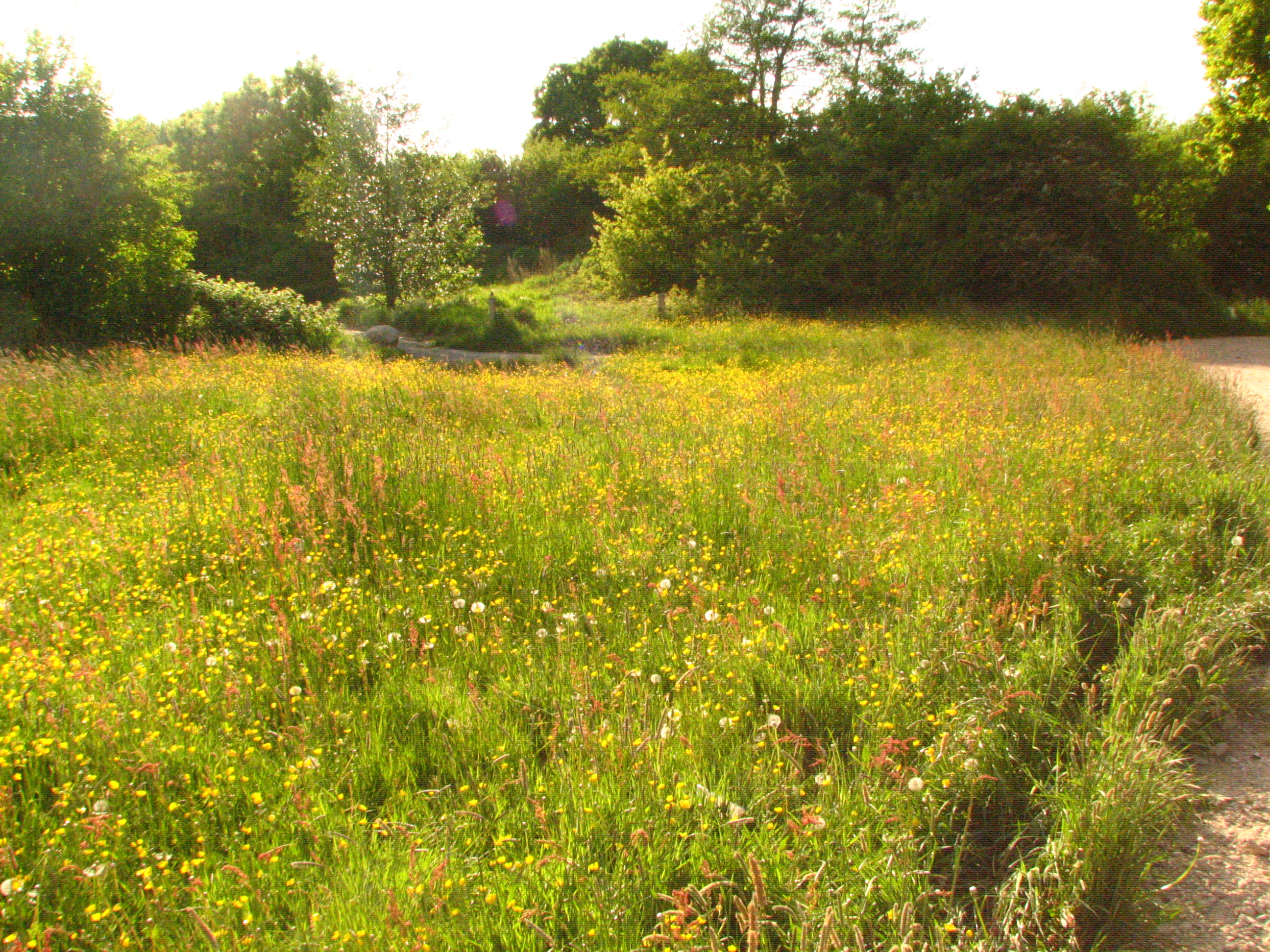
Wildblumenwiese im Osbektal

Das Osbektal ist seit Jahrhunderten keine reine Naturlandschaft mehr, sein heutiges Aussehen ist vom Menschen geprägt und gilt als „historische Kulturlandschaft“.
In oberen Talbereich südlich der Osterallee befinden sich Wiesen, Äcker, Knicks und feuchte Niederungen mit Binsen und Sumpfdotterblumen. Am Bachufer wachsen verschiedene Gehölze. Der Talraum mitsamt einigen Teichen dient Vogelarten als Lebensraum, ebenso kommen Frösche und andere Amphibien in großer Zahl vor. Außerdem wurden hier selten anzutreffende Tierarten wie Steinmarder, Hasen, Wasserspitzmäuse und Ringelnattern festgestellt. Aus Sicht des Naturschutzes handelt es sich um einen der wertvollsten und landschaftsprägendsten Teile von Flensburg. Der Raum ist daher gesetzlich geschützt und gehört zu den Landschaftsschutzgebieten der Stadt.